# Venómica
La Venómica es una disciplina científica que recurre a la genómica (estudio del ADN), la proteómica (estudio de las proteínas) y la transcriptómica (estudio del ARN) para conocer más a fondo la naturaleza de los venenos y su potencial terapéutico.
La venómica identifica aquellas moléculas potencialmente letales que pueden esconder propiedades bioquímicas que también puedan sanar.